# 真夜中の太陽を君は知らない
『真夜中の太陽を君は知らない』（まよなかのたいようをきみはしらない）は日本のロックバンドバックドロップシンデレラが2017年に発表したミニ・アルバムである。

## 概要
- 2009年に発表した『脳から花』以来、約8年振りとなるミニ・アルバムであり、先行シングルとして発表された「フェスだして」やそのアンサーソングとなる「フェスでれた」、ボーナストラックとしてポンキッキーズの番組45周年記念カヴァー曲「およげ!たいやきくん」を収録している。

## 収録曲
| 全作詞・作曲: バックドロップシンデレラ （#8のみ作詞:高田ひろお、作曲:佐瀬寿一）。 |                                         |                                                                       |                                                                       |      |
| #                                                                                 | タイトル                                | 作詞                                                                  | 作曲・編曲                                                            | 時間 |
| 1.                                                                                | 「太陽とウンザウンザを踊る」            | バックドロップシンデレラ （#8のみ作詞: 高田ひろお 、作曲: 佐瀬寿一 ） | バックドロップシンデレラ （#8のみ作詞: 高田ひろお 、作曲: 佐瀬寿一 ） | 3:28 |
| 2.                                                                                | 「フェスだして」                        | バックドロップシンデレラ （#8のみ作詞: 高田ひろお 、作曲: 佐瀬寿一 ） | バックドロップシンデレラ （#8のみ作詞: 高田ひろお 、作曲: 佐瀬寿一 ） | 3:13 |
| 3.                                                                                | 「フェスでれた」                        | バックドロップシンデレラ （#8のみ作詞: 高田ひろお 、作曲: 佐瀬寿一 ） | バックドロップシンデレラ （#8のみ作詞: 高田ひろお 、作曲: 佐瀬寿一 ） | 3:25 |
| 4.                                                                                | 「めんどくさいうた」                    | バックドロップシンデレラ （#8のみ作詞: 高田ひろお 、作曲: 佐瀬寿一 ） | バックドロップシンデレラ （#8のみ作詞: 高田ひろお 、作曲: 佐瀬寿一 ） | 3:20 |
| 5.                                                                                | 「とめんな姉ちゃん」                    | バックドロップシンデレラ （#8のみ作詞: 高田ひろお 、作曲: 佐瀬寿一 ） | バックドロップシンデレラ （#8のみ作詞: 高田ひろお 、作曲: 佐瀬寿一 ） | 2:52 |
| 6.                                                                                | 「チャカしてリヴァプール」              | バックドロップシンデレラ （#8のみ作詞: 高田ひろお 、作曲: 佐瀬寿一 ） | バックドロップシンデレラ （#8のみ作詞: 高田ひろお 、作曲: 佐瀬寿一 ） | 2:50 |
| 7.                                                                                | 「泥だらけのメッセンジャー」            | バックドロップシンデレラ （#8のみ作詞: 高田ひろお 、作曲: 佐瀬寿一 ） | バックドロップシンデレラ （#8のみ作詞: 高田ひろお 、作曲: 佐瀬寿一 ） | 3:17 |
| 8.                                                                                | 「およげ!たいやきくん」(童謡のカヴァー) | バックドロップシンデレラ （#8のみ作詞: 高田ひろお 、作曲: 佐瀬寿一 ） | バックドロップシンデレラ （#8のみ作詞: 高田ひろお 、作曲: 佐瀬寿一 ） | 2:38 |
| 合計時間:                                                                         | 合計時間:                               | 24:56                                                                 |                                                                       |      |

## 演奏
- でんでけあゆみ - ボーカル
- 豊島"ペリー来航"渉 - ギター、ボーカル、コーラス
- アサヒキャナコ - ベース、コーラス
- 鬼ヶ島一徳 - ドラムス、コーラス

- 谷崎航大(THE ラブ人間) - ヴァイオリン